# Jenő Zichy
Jenő Zichy, noto anche col nome tedesco di Eugene Zichy (Sárszentmihály, 5 luglio 1837 – Merano, 26 dicembre 1906), è stato un nobile, scrittore, orientalista e politico ungherese.

## Biografia

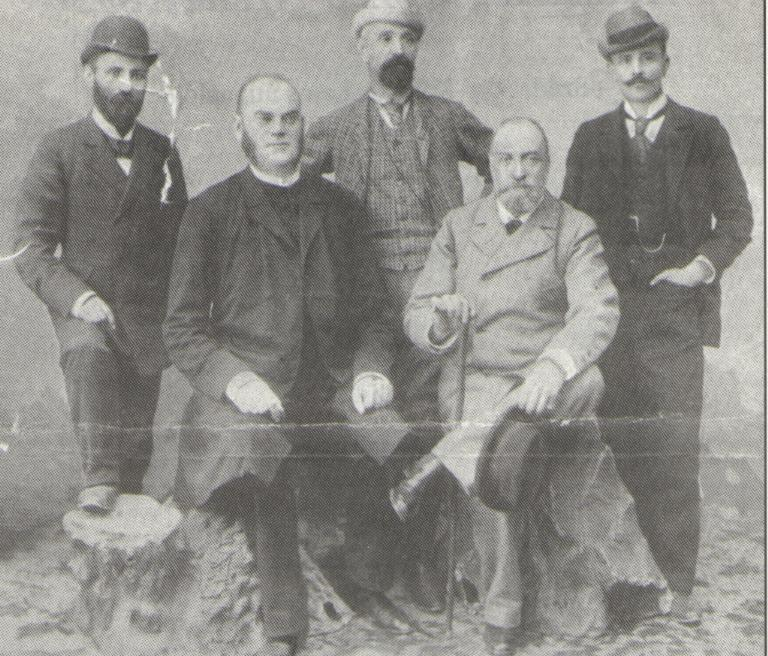
I membri della spedizione Zichy in oriente del 1895. Jenő è il primo a destra seduto

Jenő era discendente dalla nobile famiglia ungherese degli Zichy. Suo padre, il conte Edmund Zichy (1811-1894), fu ciambellano imperiale, consigliere di stato del Regno d'Ungheria e collezionista d'arte. Sua madre era la principessa Paolina Odelscalchi (1810-1866), figlia del principe italiano Innocenzo. Studiò a Székesfehérvár ed in Germania, laureandosi in legge nel 1870. Divenne quindi giudice nella contea di Fejér.
Prima nel 1861 e poi dal 1865 al 1875, fu membro del Parlamento per tre cicli (fino al 1870 con il Partito Deák e successivamente come indipendente), rivolgendo poi la propria attenzione ad altro; divenne il principale organizzatore dell'Esposizione Nazionale di Székesfehérvár che ebbe luogo nel 1879. Successivamente si candidò alle elezioni del 1878 venendo rieletto e rimanendo quindi in parlamento sino alla propria morte coi liberali sino al 1903, poi come indipendente ed infine col movimento indipendentista.

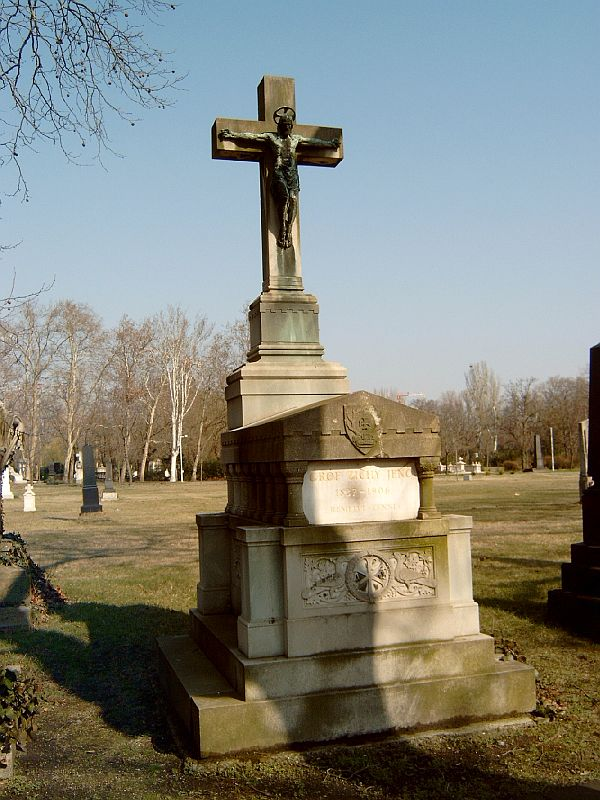
La tomba di Jenő Zichy

Dal 1881 al 1906 fu presidente della Associazione nazionale degli industriali ungheresi, promuovendo lo sviluppo industriale di 86 città in tutta l'Ungheria e l'avvio di nuove produzioni in loco.
Parallelamente mostrò un notevole interesse storico e archeologico con l'obbiettivo preciso di dimostrare la vera origine dei magiari, fondatori del popolo ungherese. A proprie spese, organizzò e guidò personalmente una serie di spedizioni scientifiche in Russia, Asia e Caucaso, con la partecipazione di rinomati scienziati della sua epoca. Prima dell'inizio della sua terza spedizione, nel 1895, tenne una conferenza di presentazione dove espose i risultati di decenni di ricerche. Per giungere in Russia ottenne un permesso speciale dallo zar e dal governo russo, servendosi anche di scienziati russi appositamente convocati. Tra le personalità che con lui collaborarono si ricordano il dottor Mórt Wosinszky, il dottor Gábor Bálint Szentkatolnai, il dottor Lajos Szádeczky-Kardoss, Ernő Csiki, Jakab Csellingerián e Mór Déchy. Malgrado i suoi sforzi, le sue spedizioni non ebbero un consenso universale nel panorama scientifico della sua epoca.
Zichy fondò un museo privato a Budapest nel 1901, lasciando la sua collezione nella capitale.
Morì a Merano nel 1906.

## Opere
- Voyages au Caucase (2 volumi, Budapest, 1897)
- Dritte asiatische Forschungsreise (6 volumi, in ungherese e tedesco; Budapest e Lipsia, 1900–1905).

## Matrimonio e figli
Il 15 giugno 1865, sposò sua cugina la contessa Hermine von Redern (1844-1911), dama dell'Ordine della Croce Stellata, figlia del conte Heinrich Alexander von Redern (1804-1888) e della principessa Vittoria Odescalchi (1811-1889). La coppia ebbe i seguenti figli:
- Hermine (1866-1938), sposò il conte Franz Folliot de Crenneville (1856-1935)
- Pauline (1868-1944), sposò il conte Hugo von Oberndorff (1846-1927)
- Elisabeth (1871-1950), sposò Jenő Szontagh (1874-1952)
- Gabriel (1874-1952)
- Rafael (1877-1944), sposò la marchesa Edoardina Pallavicini (1877-1964)

## Albero genealogico
|                                                    |                                                 |                                                    | Genitori                                          |  |  | Nonni |  |  | Bisnonni     |  |  | Trisnonni   |  |
|                                                    |                                                 |                                                    |                                                   |  |  |       |  |  | István Zichy |  |  | János Zichy |  |
|                                                    |                                                 |                                                    |                                                   |  |  |       |  |  | István Zichy |  |  | János Zichy |  |
|                                                    |                                                 | Maria Anna von Thalheim                            |                                                   |  |  |       |  |  | István Zichy |  |  |             |  |
| Ferenc Zichy                                       |                                                 |                                                    |                                                   |  |  |       |  |  | István Zichy |  |  |             |  |
|                                                    |                                                 | Maria Anna Cecilia von Stubenberg                  | Carl von Stubenberg                               |  |  |       |  |  |              |  |  |             |  |
|                                                    |                                                 | Maria Anna Cecilia von Stubenberg                  | Carl von Stubenberg                               |  |  |       |  |  |              |  |  |             |  |
|                                                    |                                                 | Maria Anna Cecilia von Stubenberg                  | Marie Leopoldine von Breunner                     |  |  |       |  |  |              |  |  |             |  |
| Edmund Zichy                                       |                                                 | Maria Anna Cecilia von Stubenberg                  |                                                   |  |  |       |  |  |              |  |  |             |  |
|                                                    |                                                 | Girolamo Maria zu Lodron-Laterano und Castelromano | Ernesto Maria zu Lodron-Laterano und Castelromano |  |  |       |  |  |              |  |  |             |  |
|                                                    |                                                 | Girolamo Maria zu Lodron-Laterano und Castelromano | Ernesto Maria zu Lodron-Laterano und Castelromano |  |  |       |  |  |              |  |  |             |  |
|                                                    |                                                 | Girolamo Maria zu Lodron-Laterano und Castelromano | Antonia Massimiliana von Arco                     |  |  |       |  |  |              |  |  |             |  |
| Maria Dominika zu Lodron-Laterano und Castelromano |                                                 | Girolamo Maria zu Lodron-Laterano und Castelromano |                                                   |  |  |       |  |  |              |  |  |             |  |
|                                                    |                                                 | Maria Cecilia Orsini von Rosenberg                 | Vinzenz Ferrerius Orsini von Rosenberg            |  |  |       |  |  |              |  |  |             |  |
|                                                    |                                                 | Maria Cecilia Orsini von Rosenberg                 | Vinzenz Ferrerius Orsini von Rosenberg            |  |  |       |  |  |              |  |  |             |  |
|                                                    |                                                 | Maria Cecilia Orsini von Rosenberg                 | Juliana von Stubenberg                            |  |  |       |  |  |              |  |  |             |  |
| Jenő Zichy                                         |                                                 | Maria Cecilia Orsini von Rosenberg                 |                                                   |  |  |       |  |  |              |  |  |             |  |
|                                                    | Baldassarre Odescalchi, III principe Odescalchi | Livio Odescalchi, II principe Odescalchi           |                                                   |  |  |       |  |  |              |  |  |             |  |
|                                                    | Baldassarre Odescalchi, III principe Odescalchi | Livio Odescalchi, II principe Odescalchi           |                                                   |  |  |       |  |  |              |  |  |             |  |
|                                                    | Baldassarre Odescalchi, III principe Odescalchi | Maria Vittoria Corsini                             |                                                   |  |  |       |  |  |              |  |  |             |  |
| Innocenzo Odescalchi, IV principe Odescalchi       | Baldassarre Odescalchi, III principe Odescalchi |                                                    |                                                   |  |  |       |  |  |              |  |  |             |  |
|                                                    |                                                 | Caterina Valeria Giustiniani                       | Benedetto II Giustiniani, V principe di Bassano   |  |  |       |  |  |              |  |  |             |  |
|                                                    |                                                 | Caterina Valeria Giustiniani                       | Benedetto II Giustiniani, V principe di Bassano   |  |  |       |  |  |              |  |  |             |  |
|                                                    |                                                 | Caterina Valeria Giustiniani                       | Cecilia Carlotta Francisca Anna Mahony            |  |  |       |  |  |              |  |  |             |  |
| Paolina Odescalchi                                 |                                                 | Caterina Valeria Giustiniani                       |                                                   |  |  |       |  |  |              |  |  |             |  |
|                                                    |                                                 | Károly Keglevich de Buzin                          | Josip Keglević Buzinski                           |  |  |       |  |  |              |  |  |             |  |
|                                                    |                                                 | Károly Keglevich de Buzin                          | Josip Keglević Buzinski                           |  |  |       |  |  |              |  |  |             |  |
|                                                    |                                                 | Károly Keglevich de Buzin                          | Theresia Thavonat von Thavon                      |  |  |       |  |  |              |  |  |             |  |
| Anna Luisa Keglevich de Buzin                      |                                                 | Károly Keglevich de Buzin                          |                                                   |  |  |       |  |  |              |  |  |             |  |
|                                                    |                                                 | Julia Katalin Maria Josefa Cziráky                 | János II Nepomuk Zichy de Zich et Vásonkeö        |  |  |       |  |  |              |  |  |             |  |
|                                                    |                                                 | Julia Katalin Maria Josefa Cziráky                 | János II Nepomuk Zichy de Zich et Vásonkeö        |  |  |       |  |  |              |  |  |             |  |
|                                                    |                                                 | Julia Katalin Maria Josefa Cziráky                 | Franziska Friederike Schmidegg de Sárladány       |  |  |       |  |  |              |  |  |             |  |
|                                                    |                                                 | Julia Katalin Maria Josefa Cziráky                 |                                                   |  |  |       |  |  |              |  |  |             |  |